# Otto Liman von Sanders
Otto Liman von Sanders (Stolp, Pomeránia, 1855. február 17. – 1929. augusztus 22.) német tábornok, az első világháború alatt az Oszmán Birodalom katonai tanácsadója és az oszmán hadsereg parancsnoka. Katonai karrierje 1874-ben kezdődött. 1913-ban az Oszmán Birodalomba küldött német tisztek vezetőjének jelölték ki, a küldetése célja az oszmán hadsereg megreformálása volt.

## Élete

### Ifjúkora
Sanders 1855-ben született Pomerániában, Stolp városában.

### Katonai szolgálata
Az első világháború kezdetén katonai tanácsadóként is közreműködött, de javaslatait Enver pasa rendre figyelmen kívül hagyta, így például az ifjútörök vezetés grandiózus – és később tragédiába torkolló – kaukázusi hadjáratát is ellenezte. Több vesztes csata után Enver 1915. márciusában átadta a hadsereg parancsnokságát von Sandersnek, így ő szervezhette meg a Dardanellák védelmét. Amikor az ANZAC-erők 1915. április 23-án partra szálltak Gallipolinál, Liman von Sanders a 19. hadosztály parancsnokául Musztafa Kemal oszmán katonatisztet, a későbbi, Atatürk néven ismert török államalapítót nevezte ki, aki sikeresen tartotta a pozícióját a szövetségesekkel szemben.
Von Sanders később, 1918-ban a palesztin hadjárat parancsnoka lett, ennek során Megiddónál vereséget szenvedett a brit haderőktől.

### Utolsó évei
A háború végeztével, 1919 februárjában Málta szigetén letartóztatták és háborús bűnökkel vád alá helyezték, hat hónappal később felmentették. Ezt követően von Sanders visszavonult a katonai pályáról, 1927-ben Five Years in Turkey (Öt év Törökországban) címmel könyvet írt tapasztalatairól. Két évvel később halt meg München városában.